# Ospedale Sacro Cuore Don Calabria
Het Ospedale Sacro Cuoro of Heilig Hartziekenhuis Don Calabria is gelegen in de Noord-Italiaanse gemeente Negrar in de provincie Verona. Het ziekenhuis draagt de naam van Don Calabria, de Veronese priester die heilig verklaard is in de Roomse Kerk in 1999. Het ziekenhuis is ontstaan uit het verzorgingshuis van de parochie Negrar.

## Historiek
De congregaties die Don Calabria stichtte waren de Poveri Servi della Divina Provvidenza voor mannen (1907) en de Povere Serve della Divina Provvidenza voor vrouwen (1910). Deze religieuzen kochten in 1933 een verzorgingshuis in Negrar, genoemd Sacro Cuoro, gebouwd door de parochie in 1922.
Tijdens de Tweede Wereldoorlog was het Ospedale Civile in Verona zodanig beschadigd dat de stad plaatsen zocht om de zieken te leggen en operaties uit te voeren. Een van deze plaatsen was het Sacro Cuoro in Negrar, nabij Verona. In 1944 werd met veel improvisatie in een zaaltje een liesbreuk chirurgisch verholpen. Na de oorlog bleven in het bejaardentehuis in Negrar ziekenhuisactiviteiten lopende.
In 1952 liet Don Calabria het naburig terrein opkopen om nieuwe ziekenhuisactiviteiten te ontplooien los van het bejaardentehuis. Don Calabria overleed in 1954 en heeft de inhuldiging van het Heilig Hartziekenhuis Don Calabria in 1955 niet kunnen meemaken. De geriatrische afdeling werd als eerste opgericht in het ziekenhuis. In 1970 was het ziekenhuis zo uitgebouwd dat het een wettelijke erkenning kreeg van ‘algemeen ziekenhuis’, en dit op basis van de Italiaanse Ziekenhuiswet van 1968. In 2021 telde het ziekenhuis circa 550 bedden en heeft het een erkende afdeling voor Infectieziekten en Tropische Ziekten. Zo mag het ziekenhuis bloedgiften testen op malaria en Chagasziekte voor de hele provincie Verona.